# Курьер-1А
Курьер-1А (англ. Courier 1A) — экспериментальный спутник связи, запуск которого завершился неудачей. Первая попытка запустить активный передающий спутник-ретранслятор.

## Разработка
Разработан и построен в городе Пало-Альто, Калифорния, организацией Western Development Labs (WDL), которая была подразделением компании Philco. Ранее Western Development Labs была известна как Army Fort Monmouth Laboratories, сейчас — SSL, подразделение Loral Space & Communications. Спутники связи типа Курьер-1 были сделаны с учётом опыта работы спутника SCORE, первого в мире спутника связи с пассивным отражателем. SCORE был запущен в 1958 году, инициировали разработку такого рода спутников Войска связи США.

## Детали миссии
Курьер-1А — первый спутник серии, потерян в результате неудачного запуска. Ракета-носитель Thor DM-21 Ablestar взорвалась спустя 2,5 минуты после старта. Спутник весил 225 килограмм, имел приблизительно 19 000 фотоэлементов в солнечных батареях и никель-кадмиевые элементы питания.
Курьер-1Б, следующий спутник серии, был успешно запущен 4 октября 1960 года, выполнил свою миссию и в до сих пор находится на орбите. Также был построен спутник Курьер-1C (англ. Courier 1C), но он не был запущен.